# 1. liga 1994-1995
La 1. liga 1994-1995 è stata la seconda edizione del campionato ceco di calcio.
Il torneo ha visto per la seconda volta consecutiva la vittoria dello Sparta Praga, davanti ai rivali dello Slavia Praga e al Boby Brno.
Capocannoniere del torneo fu Radek Drulák (Petra Drnovice), con 15 reti.

## Formato
Da questa stagione cambia l'assegnazione dei punti per la vittoria: da 2 si passa a 3 punti. Se l'incontro termina in un pareggio ad entrambe le squadre è assegnato un punto e in caso di sconfitta non si assegnano punti.

## Avvenimenti
La vittoria esterna del Baník Ostrava Tango sullo Jablonec per 3-2 apre l'edizione 1994-1995 del campionato ceco. Alla quarta giornata vi è il primo scontro di vertice: il Viktoria Žižkov cede 3-1 allo Sparta Praga, lasciando in vetta lo Slavia Praga a punteggio pieno. Il campionato diviene interessante dalla decima giornata, quando lo Slavia Praga pareggia ad Olomouc lasciando il comando alla società di Žižkov; alla giornata successiva però, lo Slavia sconfigge il Viktoria 3-2 e lo sorpassa in testa alla classifica mentre lo Sparta Praga finisce a -8 dai cugini; nel dodicesimo turno i biancorossi di Praga compiono un passo falso a Cheb consentendo al Viktoria Žižkov di ritornare nuovamente al comando del torneo. Questi ultimi si fanno rimontare dal Viktoria Plzeň perdendo 3-2 mentre lo Slavia Praga vince agevolmente sull'Ostrava 2-0. Dalla tredicesima giornata lo Slavia stacca Žižkov che comincia un lento declino che si concluderà con il quinto posto finale mentre contemporaneamente si rialza lo Sparta Praga che inanella un filotto di 17 risultati utili consecutivi che gli consentono di raggiungere e scavalcare lo Slavia Praga (battuto nello scontro decisivo alla ventunesima giornata per 1-0) e involarsi verso il secondo titolo ceco. Le vittorie più larghe sono Sparta Praga-Slovan Liberec 7-1 e Brno-Cheb 6-0, gli incontri con più reti sono Sparta Praga-Viktoria Pilsen 7-2 e Baník Ostrava Tango-Švarc Benešov 7-2. Brno-Slavia Praga 1-2 è stata vista da 34770 spettatori, record stagionale.

## Classifica finale
|                      | Pos. | Squadra              | Pt | G  | V  | N  | P  | GF | GS | DR  |
| -------------------- | ---- | -------------------- | -- | -- | -- | -- | -- | -- | -- | --- |
| Rep. Ceca (bandiera) | 1.   | Sparta Praga         | 70 | 30 | 22 | 4  | 4  | 64 | 17 | +47 |
|                      | 2.   | Slavia Praga         | 64 | 30 | 19 | 7  | 4  | 52 | 20 | +32 |
|                      | 3.   | Boby Brno            | 54 | 30 | 15 | 9  | 6  | 52 | 27 | +25 |
|                      | 4.   | Slovan Liberec       | 51 | 30 | 16 | 3  | 11 | 49 | 46 | +3  |
|                      | 5.   | Viktoria Žižkov      | 49 | 30 | 15 | 4  | 11 | 61 | 38 | +23 |
|                      | 6.   | Petra Drnovice       | 48 | 30 | 15 | 3  | 12 | 46 | 44 | +2  |
|                      | 7.   | České Budějovice JCE | 46 | 30 | 12 | 10 | 8  | 29 | 28 | +1  |
|                      | 8.   | Sigma Olomouc        | 43 | 30 | 12 | 7  | 11 | 31 | 31 | +0  |
|                      | 9.   | Viktoria Plzeň       | 40 | 30 | 12 | 4  | 14 | 32 | 37 | -5  |
|                      | 10.  | Jablonec             | 39 | 30 | 11 | 6  | 13 | 37 | 33 | +4  |
|                      | 11.  | Baník Ostrava Tango  | 38 | 30 | 10 | 8  | 12 | 36 | 41 | -24 |
|                      | 12.  | Hradec Králové       | 36 | 30 | 10 | 6  | 14 | 35 | 45 | -10 |
|                      | 13.  | Union Cheb           | 31 | 30 | 8  | 7  | 15 | 29 | 45 | -16 |
|                      | 14.  | Svit Zlín            | 30 | 30 | 8  | 6  | 15 | 21 | 40 | -19 |
|                      | 15.  | Bohemians Praga      | 23 | 30 | 6  | 5  | 19 | 35 | 62 | -27 |
|                      | 16.  | Švarc Benešov        | 12 | 30 | 3  | 3  | 24 | 23 | 78 | -55 |

Legenda:

      Campione di Repubblica Ceca e ammesso alla Coppa UEFA 1995-1996
      Ammesse alla Coppa UEFA 1995-1996
      Ammesse alla Coppa delle Coppe 1995-1996
      Ammesse alla Coppa Intertoto 1995
      Retrocesse in Druhá liga 1995-1996
Note:

Tre punti a vittoria, uno a pareggio, zero a sconfitta.

### Verdetti
- Sparta Praga Campione della Repubblica Ceca e qualificato alla Coppa UEFA 1995-1996.
- Slavia Praga qualificato alla Coppa UEFA 1995-1996
- Hradec Králové qualificato alla Coppa delle Coppe 1995-1996
- Boby Brno qualificato alla Coppa Intertoto 1995
- Bohemians Praga e Švarc Benešov retrocesse in 2. liga.

## Statistiche e record

### Capoliste solitarie
- 4ª giornata:  Slavia Praga
- 10ª giornata:  Viktoria Žižkov
- 11ª giornata:  Slavia Praga
- 12ª giornata:  Viktoria Žižkov
- Dalla 13ª alla 21ª giornata:  Slavia Praga
- Dalla 25ª alla 30ª giornata:  Sparta Praga

### Record
- Maggior numero di vittorie:  Sparta Praga (22)
- Minor numero di sconfitte:  Sparta Praga e  Slavia Praga (4)
- Migliore attacco:  Sparta Praga (64 gol fatti)
- Miglior difesa:  Sparta Praga (17 gol subiti)
- Miglior differenza reti:  Sparta Praga (+47)
- Maggior numero di pareggi:  České Budějovice JCE (10)
- Minor numero di pareggi:  Slovan Liberec,  Petra Drnovice e  Švarc Benešov (3)
- Minor numero di vittorie:  Švarc Benešov (3)
- Maggior numero di sconfitte:  Švarc Benešov (24)
- Peggiore attacco:  Svit Zlín (21 gol fatti)
- Peggior difesa:  Švarc Benešov (78 gol subiti)
- Peggior differenza reti:  Švarc Benešov (-55)

### Classifica marcatori
| Gol |  |  | Giocatore         | Squadra             |
| --- |  |  | ----------------- | ------------------- |
| 15  |  |  | Radek Drulák      | Petra Drnovice      |
| 13  |  |  | Igor Klejch       | Svit Zlín           |
| 10  |  |  | Karel Poborský    | Viktoria Žižkov     |
| 10  |  |  | Tibor Jančula     | Viktoria Žižkov     |
| 10  |  |  | Tomáš Krejčík     | Viktoria Žižkov     |
| 10  |  |  | Horst Siegl       | Sparta Praga        |
| 10  |  |  | Josef Obajdin     | Slovan Liberec      |
| 10  |  |  | Viktor Dvirnyk    | Bohemians Praga     |
| 10  |  |  | Karel Jarolím     | Bohemians Praga     |
| 9   |  |  | Marek Trval       | Viktoria Žižkov     |
| 9   |  |  | Luboš Knoflíček   | Baník Ostrava Tango |
| 9   |  |  | Pavel Holomek     | Boby Brno           |
| 8   |  |  | Marcel Cupák      | Boby Brno           |
| 8   |  |  | Václav Budka      | Sparta Praga        |
| 8   |  |  | Vratislav Lokvenc | Sparta Praga        |
| 8   |  |  | Michal Bílek      | Viktoria Žižkov     |
| 8   |  |  | Richard Jukl      | Hradec Králové      |
| 8   |  |  | Radim Nečas       | Union Cheb          |
| 8   |  |  | Roman Hogen       | Slavia Praga        |